# Richard Jurečka
Richard Jurečka (17. července 1992 – 18. prosince 2019, dálnice D1 u Střechova nad Sázavou) byl slovenský profesionální freestylový lyžař.

## Život
Richard Jurečka byl členem slovenské reprezentace ve freestylovém lyžování, akreditovaným rozhodčím v tomto sportu a trenérem freeski a fitness. Organizoval freestylové kempy na Slovensku, v Česku a v Rakousku. V roce 2016 získal titul mistra Slovenska ve freestylovém lyžování. Jezdil slopestyle a big air. Žil v Závažné Porubě.
18. prosince 2019 před 14. hodinou Jurečka havaroval na dálnici D1 na 51. kilometru. Sám při nehodě zemřel a jeho spolujezdkyni přepravil vrtulník s těžkými zraněními do nemocnice. Jurečka nestačil dobrzdit a narazil do kamionu stojícího na konci kolony, která vznikla kvůli požáru kamionu o několik kilometrů dál. Bylo mu 27 let. Poslední rozloučení měl 23. prosince 2019 v Závažné Porubě.